# Dolní Dlužiny
Dolní Dlužiny (německy Unter Dluschin) je malá vesnice, část města Světlá nad Sázavou v okrese Havlíčkův Brod. Nachází se asi 5 km na sever od Světlé nad Sázavou. V roce 2009 zde bylo evidováno 20 adres. V roce 2001 zde trvale žilo 23 obyvatel.
Dolní Dlužiny je také název katastrálního území o rozloze 1,58 km2.